# マリオン・コティヤール
マリオン・コティヤール（Marion Cotillard, 1975年9月30日 - ）は、フランスの女優。2007年の『エディット・ピアフ〜愛の讃歌〜』でエディット・ピアフ役を演じ、第80回アカデミー賞主演女優賞も受賞した。

## 来歴

### 生い立ち
パリで生まれ、幼少期はパリ近郊（バンリュー）アルフォールヴィルで育ち、コレージュに通う頃にはオルレアン近郊などで育つ。オルレアンのリセ・ヴォルテール（fr）、パリ16区のリセ・モリエール（fr）、オルレアンの演劇学校（fr）に通った。
父親ジャン=クロード・コティヤールは俳優でブルトン人（ケルト系民族）であり、母親は元女優で現在は演劇の講師をしている。双子の弟（カンタン、ギヨーム）がいる。カンタンは芸術家（彫刻家、画家）で、ギヨームは脚本家で映画監督である。
俳優をしている両親の影響を受け、子供のころから舞台に立っていた。

### キャリア
オルレアンの演劇学校を首席で卒業し、16歳の時に映画デビュー。その後、アルノー・デプレシャン監督の『そして僕は恋をする』や『TAXi』シリーズに出演して知名度を上げ、『TAXi』と『美しい妹』ではセザール賞有望若手女優賞にノミネートされた。
2003年にティム・バートン監督の『ビッグ・フィッシュ』でハリウッドデビューを果たす。翌年公開の『ロング・エンゲージメント』で第30回セザール賞助演女優賞を受賞。
2007年公開のフランス映画『エディット・ピアフ〜愛の讃歌〜』でエディット・ピアフ役を演じ、第33回セザール賞主演女優賞や第65回ゴールデングローブ賞主演女優賞（ミュージカル・コメディ部門）などを受賞。第80回アカデミー賞主演女優賞も受賞し、アカデミー賞の演技部門ではシモーヌ・シニョレに続いて史上2人目、49年振りのフランス人女優の主演賞受賞者、そして、ソフィア・ローレンらに続いて史上5人目の外国語映画（英語以外の言語の映画）での受賞俳優となった。

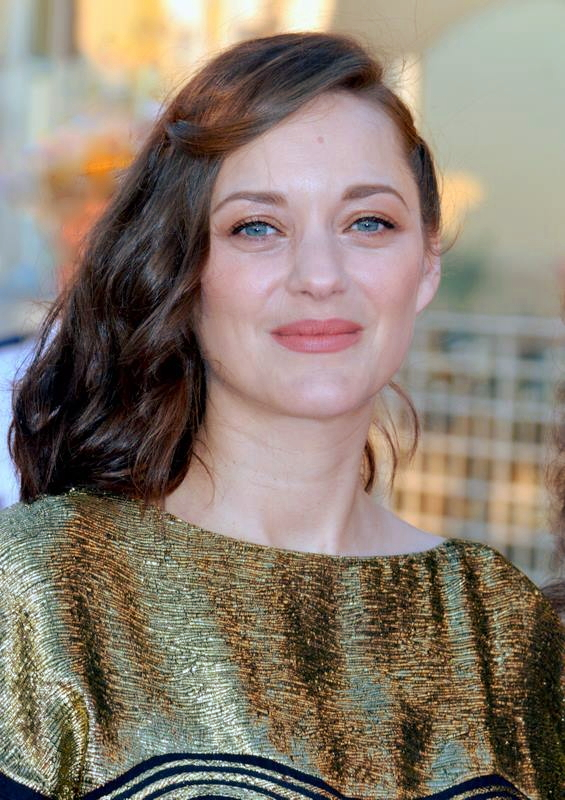
2017年、カブール映画祭にて

2010年3月15日にこれまでの功績が称えられ、フランス芸術文化勲章を受章した。

### 私生活
レディオヘッドやホークスリー・ワークマンの音楽が好きで、ワークマンのミュージックビデオにも出演している。環境保護団体グリーンピースのメンバーでもある。
『世界でいちばん不運で幸せな私』で共演したギョーム・カネと交際し、2011年1月に妊娠していることが判明した。
2011年5月19日、男児を初産。マルセルと名付けられた。

## 論争
2008年2月29日にフランスのウェブサイト「Marianne 2」が2007年2月16日に放送されたテレビ番組『Paris Premiere -- Paris Derniere』で9・11事件に関する公式見解に疑問を呈するインタビュー内容を掲載。これがロンドンの新聞に掲載されたり、インターネットで世界中に広まるなど波紋を呼んだ。これに対してコティヤールの弁護士ヴァンサン・トルダノは、フランスの通信社AFPに「コティヤールは9・11事件に異議を唱えるつもりはなかった。昔の映像がこのように文脈から切り離されて使用されるのは残念だ」と発言している。

## 主な出演作品

### 映画
| 公開年 | 邦題 原題                                                                                         | 役名                                   | 備考 | 吹き替え                                        |
| ------ | ------------------------------------------------------------------------------------------------- | -------------------------------------- | --- | ----------------------------------------------- |
| 1994   | L'Histoire du garçon qui voulait qu'on l'embrasse                                                 | マチルド                               | | N/A                                             |
| 1996   | そして僕は恋をする Comment je me suis dispute...(ma vie sexuelle)                                 | 生徒                                   | |                                                 |
| 1996   | La Belle Verte                                                                                    | 学生                                   | | N/A                                             |
| 1996   | クロエ 〜無垢な娼婦〜 Chloé                                                                       | クロエ                                 | テレビ映画 |                                                 |
| 1998   | TAXi Taxi                                                                                         | リリー・ベルティノー                   | セザール賞有望女優賞ノミネート | 池本小百合（ソフト版） 水谷優子（フジテレビ版） |
| 1999   | La Guerre dans le Haut Pays                                                                       | ジュリー・ボンゾン                     | | N/A                                             |
| 1999   | フリア Furia                                                                                      | エリア                                 | 日本劇場未公開 |                                                 |
| 1999   | Du Bleu jusqu'en Amérique                                                                         | ソランジュ                             | | N/A                                             |
| 2000   | TAXi2 Taxi 2                                                                                      | リリー・ベルティノー                   | | 杉村理加（ソフト版） 岡村明美（フジテレビ版）   |
| 2001   | 銀幕のメモワール Lisa                                                                             | 若き日のリザ                           | | 山本雅子                                        |
| 2001   | 美しい妹 Jolies choses, Les                                                                       | マリー / リュシー                      | セザール賞有望女優賞ノミネート 日本劇場未公開 |                                                 |
| 2002   | 追いつめられて… 濡れ衣の女 Une femme piégée                                                       | クラリス                               | 日本劇場未公開 |                                                 |
| 2003   | TAXi3 Taxi 3                                                                                      | リリー・ベルティノー                   | | 杉村理加（ソフト版） 水谷優子（フジテレビ版）   |
| 2003   | 世界でいちばん不運で幸せな私 Jeux d'enfants                                                       | ソフィー・コワルスキー                 | | 湯屋敦子                                        |
| 2003   | ビッグ・フィッシュ Big Fish                                                                       | ジョセフィーン・ブルーム               | | 阿部桐子（ソフト版） 塩山由佳（機内上映版）     |
| 2004   | エコール Innocence                                                                                | エヴァ先生                             | |                                                 |
| 2004   | ロング・エンゲージメント Un long dimanche de fiançailles                                          | ティナ・ロンバルディ                   | セザール賞助演女優賞受賞 | 湯屋敦子                                        |
| 2005   | Cavalcade                                                                                         | アリゼ                                 | | N/A                                             |
| 2005   | Edy                                                                                               | セリーヌ / 夢の中の歌手                | | N/A                                             |
| 2005   | ラブ・イズ・イン・ジ・エアー Ma vie en l'air                                                      | アリス                                 | |                                                 |
| 2005   | マリー 〜もうひとりのマリア〜 Mary                                                                | グレッチェン・モル                     | 日本劇場未公開 | （吹き替え版なし）                              |
| 2005   | Sauf le respect que je vous dois                                                                  | リザ                                   | | N/A                                             |
| 2005   | ブラック・ボックス 〜記憶の罠〜 La boîte noire                                                    | イザベル・クルージェ / アリス          | 日本劇場未公開 | 魏涼子                                          |
| 2006   | 正しい恋愛小説の作り方 Toi et moi                                                                 | レナ                                   | 日本劇場未公開 | 不明                                            |
| 2006   | Dikkenek                                                                                          | ナディーヌ                             | | N/A                                             |
| 2006   | Fair Play                                                                                         | ニコール                               | | N/A                                             |
| 2006   | プロヴァンスの贈りもの A Good Year                                                                | ファニー・シュナル                     | | 小島幸子（ソフト版） 安藤麻吹（機内上映版）     |
| 2007   | エディット・ピアフ〜愛の讃歌〜 La Môme                                                            | エディット・ピアフ                     | アカデミー主演女優賞受賞 英国アカデミー賞 主演女優賞受賞 ゴールデングローブ賞 主演女優賞（ミュージカル・コメディ部門）受賞 セザール賞主演女優賞受賞 ヨーロッパ映画賞 女優賞ノミネート 全米映画俳優組合賞 主演女優賞ノミネート 放送映画批評家協会賞主演女優賞ノミネート ロサンゼルス映画批評家協会賞 主演女優賞受賞 ボストン映画批評家協会賞主演女優賞受賞 カンザスシティ映画批評家協会賞主演女優賞受賞 サテライト賞主演女優賞受賞 バンクーバー映画批評家協会賞主演女優賞受賞 ロンドン映画批評家協会賞主演女優賞受賞 パームスプリングス国際映画祭ブレーク・スルー・パフォーマンス賞受賞 ハリウッド・フィルム・アワード女優賞受賞 リュミエール賞女優賞受賞 | 安達忍                                          |
| 2009   | パブリック・エネミーズ Public Enemies                                                             | ビリー・フレシェット                   | | 石津彩                                          |
| 2009   | OceanWorld 3D                                                                                     | ナレーター                             | | N/A                                             |
| 2009   | NINE Nine                                                                                         | ルイザ・コンティーニ                   | ゴールデングローブ賞 主演女優賞（ミュージカル・コメディ部門）ノミネート パームスプリングス国際映画祭デザート・パーム貢献賞女優賞受賞 | 川庄美雪                                        |
| 2009   | サハラ、熱砂の愛 Le Dernier vol                                                                   | マリー・ヴァリエール・ドゥ・ボーモント | 日本劇場未公開 | （吹き替え版なし）                              |
| 2010   | インセプション Inception                                                                          | マロリー・“モル”・コブ                 | | 五十嵐麗（劇場公開版） 冬馬由美（テレビ朝日版） |
| 2010   | 君のいないサマーデイズ Les Petits Mouchoirs                                                       | マリー                                 | 日本劇場未公開 | （吹き替え版なし）                              |
| 2011   | ミッドナイト・イン・パリ Midnight in Paris                                                        | アドリアーナ                           | | 渡辺美佐                                        |
| 2011   | コンテイジョン Contagion                                                                          | レオノーラ・オランテス医師             | | 冬馬由美                                        |
| 2012   | 君と歩く世界 De rouille et d'os                                                                   | ステファニー                           | 英国アカデミー賞 主演女優賞ノミネート ゴールデングローブ賞 主演女優賞 (ドラマ部門)ノミネート セザール賞主演女優賞ノミネート 全米映画俳優組合賞 主演女優賞ノミネート 放送映画批評家協会賞主演女優賞ノミネート | 魏涼子                                          |
| 2012   | ダークナイト ライジング The Dark Knight Rises                                                     | ミランダ・テイト                       | | 五十嵐麗                                        |
| 2013   | マイ・ブラザー 哀しみの銃弾 Blood Ties                                                            | モニカ                                 | | 志摩淳                                          |
| 2013   | エヴァの告白 The Immigrant                                                                        | エヴァ・シブルスカ                     | 全米映画批評家協会賞主演女優賞受賞 ニューヨーク映画批評家協会賞 主演女優賞受賞 インディペンデント・スピリット賞主演女優賞ノミネート ボストン映画批評家協会賞主演女優賞受賞 トロント映画批評家協会賞主演女優賞受賞 米タイム誌「2014年俳優による演技トップ10」第4位 | 魏涼子                                          |
| 2013   | 俺たちニュースキャスター 史上最低!?の視聴率バトルinニューヨーク Anchorman 2: The Legend Continues | Canadian Anchor                        | カメオ出演 日本劇場未公開 | （吹き替え版なし）                              |
| 2014   | サンドラの週末 Two Days, One Night                                                                | サンドラ                               | アカデミー主演女優賞ノミネート セザール賞主演女優賞ノミネート ヨーロッパ映画賞 女優賞受賞 全米映画批評家協会賞主演女優賞受賞 ニューヨーク映画批評家協会賞 主演女優賞受賞 ボストン映画批評家協会賞主演女優賞受賞 ニューヨーク映画批評家オンライン賞主演女優賞受賞 ボストン・オンライン映画批評家協会賞主演女優賞受賞 サンディエゴ映画批評家協会賞主演女優賞受賞 ダブリン映画批評家協会賞主演女優賞受賞 ジョージア映画批評家協会賞主演女優賞受賞 国際シネフィル協会賞主演女優賞受賞 米タイム誌「2014年俳優による演技トップ10」第4位 | （吹き替え版なし）                              |
| 2015   | リトルプリンス 星の王子さまと私 The Little Prince                                                 | バラの花                               | 声の出演 | 滝川クリステル                                  |
| 2015   | マクベス Macbeth                                                                                  | レディ・マクベス                       | | （吹き替え版なし）                              |
| 2015   | ミニオンズ Minions                                                                                | スカーレット・オーバーキル             | 声の出演（フランス語版） | N/A                                             |
| 2015   | アヴリルと奇妙な世界 Avril et le Monde truqué                                                     | アヴリル                               | 声の出演 | 山田麻莉奈                                      |
| 2016   | 愛を綴る女 Mal de pierres                                                                         | ガブリエル                             | | （吹き替え版なし）                              |
| 2016   | たかが世界の終わり Juste la fin du monde                                                          | カトリーヌ                             | | （吹き替え版なし）                              |
| 2016   | マリアンヌ Allied                                                                                 | マリアンヌ・ボーセジュール             | [ 12 ] | 魏涼子                                          |
| 2016   | アサシン クリード Assassin's Creed                                                                | ソフィア・リッキン博士                 | | 林真里花                                        |
| 2017   | イスマエルの亡霊たち Les fantomes d'Ismael                                                        | カーロッタ                             | 日本劇場未公開 |                                                 |
| 2018   | マイ・エンジェル Gueule d'ange                                                                    | マルレーヌ                             | | （吹き替え版なし）                              |
| 2020   | ドクター・ドリトル Dolittle                                                                       | チュチュ                               | 声の出演 | 沢城みゆき                                      |
| 2021   | アネット Annette                                                                                  | アン・ドゥフラヌー                     | | （吹き替え版なし）                              |
| 2022   | 私の大嫌いな弟へ ブラザー&シスター Frère et Sœur                                                  | アリス                                 | | （吹き替え版なし）                              |
| 2023   | Asterix & Obelix: The Middle                                                                      | Kingdom Cleopatra / Tipsy              | |                                                 |
| 2023   | Little Girl Blue                                                                                  | Carole Achache                         | |                                                 |
| 2023   | The Inventor                                                                                      | Louise de Savoy                        | 声の出演 |                                                 |
| 2023   | リー・ミラー 彼女の瞳が映す世界 Lee                                                               | ソランジュ・ダヤン                     | |                                                 |
| 2025   | The Ice Tower                                                                                     | Cristina / The Snow Queen              | |                                                 |

### テレビ
| 年   | 題名                                                       | 役名               | 備考                                  | 吹替   |
| ---- | ---------------------------------------------------------- | ------------------ | ------------------------------------- | ------ |
| 2023 | エクストラポレーションズ:すぐそこにある未来 Extrapolations | シルヴィ           | テレビシリーズ 第7話「2068年:送別会」 | ちふゆ |
| 2025 | ザ・モーニングショー The Morning Show                      | セリーヌ・デュモン | 撮影中                                |        |

### ミュージックビデオ
- ホークスリー・ワークマン「No Reason To Cry Out Your Eyes」（2004年）[13]

- デヴィッド・ボウイ「ザ・ネクスト・デイ（英語版）」（2013年）[14]